# El Capulo
El Capulo är en ort i Mexiko.   Den ligger i kommunen Puebla och delstaten Puebla, i den sydöstra delen av landet, 100 km sydost om huvudstaden Mexico City. El Capulo ligger 2 078 meter över havet och antalet invånare är 1 019.
Terrängen runt El Capulo är platt åt nordost, men åt sydväst är den kuperad. Runt El Capulo är det mycket glesbefolkat, med 4 invånare per kvadratkilometer. Närmaste större samhälle är Puebla de Zaragoza, 12,0 km nordost om El Capulo. I omgivningarna runt El Capulo växer huvudsakligen savannskog.